# Démographie de la Nouvelle-Aquitaine
La démographie de la Nouvelle-Aquitaine est caractérisée par une densité moyenne et une population âgée qui croît depuis la création de la région.
Avec ses 6 113 384 habitants en 2022, la région française Nouvelle-Aquitaine se situe en 3e position sur le plan national.
En six ans, de 2015 à 2021, sa population a diminué de près de 73 400 unités, c'est-à-dire de plus ou moins 12 230 personnes par an. Mais cette variation est différenciée selon les douze départements que comporte la région.
La densité de population de la Nouvelle-Aquitaine, 72,7 habitants par kilomètre carré en 2022, est inférieure à celle de la France entière qui est de 107,1 hab./km2 pour la même année.

## Évolution démographique de la région Nouvelle-Aquitaine
| 1968      | 1975      | 1982      | 1990      | 1999      | 2010      | 2015      | 2021      |
| --------- | --------- | --------- | --------- | --------- | --------- | --------- | --------- |
| 4 676 995 | 4 817 190 | 4 961 927 | 5 113 789 | 5 259 366 | 5 745 486 | 5 911 482 | 6 069 352 |

## Population par divisions administratives

### Départements
La région Nouvelle-Aquitaine comporte douze départements.
| Départements         | Population(2022) | Variation(2022/2016)                       | Superficie(km2) | Densité(hab./km2) |
| -------------------- | ---------------- | ------------------------------------------ | --------------- | ----------------- |
| Gironde              | 1 674 980        | en évolution de +6,91 % par rapport à 2016 | 10 725          | 156,2             |
| Pyrénées-Atlantiques | 699 473          | en évolution de +3,78 % par rapport à 2016 | 7 645           | 91,5              |
| Charente-Maritime    | 668 160          | en évolution de +4,04 % par rapport à 2016 | 6 864           | 97,3              |
| Vienne               | 438 688          | en évolution de +0,6 % par rapport à 2016  | 6 990           | 62,8              |
| Landes               | 428 427          | en évolution de +5,78 % par rapport à 2016 | 9 243           | 46,4              |
| Dordogne             | 416 325          | en évolution de +0,37 % par rapport à 2016 | 9 060           | 46                |
| Deux-Sèvres          | 375 415          | en évolution de +0,18 % par rapport à 2016 | 5 999           | 62,6              |
| Haute-Vienne         | 372 438          | en évolution de −0,68 % par rapport à 2016 | 5 520           | 67,5              |
| Charente             | 351 603          | en évolution de −0,48 % par rapport à 2016 | 5 956           | 59                |
| Lot-et-Garonne       | 332 226          | en évolution de −0,18 % par rapport à 2016 | 5 361           | 62                |
| Corrèze              | 240 120          | en évolution de −0,59 % par rapport à 2016 | 5 857           | 41                |
| Creuse               | 115 529          | en évolution de −3,32 % par rapport à 2016 | 5 565           | 20,8              |
| Nouvelle-Aquitaine   | 6 113 384        | en évolution de +3 % par rapport à 2016    | 84 035,7        | 72,7              |
| Source : Insee.      |                  |                                            |                 |                   |

## Structures des variations de population

### Soldes naturels et migratoires depuis 1968
La variation moyenne annuelle est positive depuis les années 1970, passant de 0,4 à 0,8 % entre 1968 et 1999 avant de redescendre à 0,4 % sur la dernière période.
Le solde naturel annuel qui est la différence entre le nombre de naissances et le nombre de décès enregistrés au cours d'une même année, a baissé, passant de 0,2 à −0,2 %. La baisse du taux de natalité, qui passe de 14,6 à 9,1 ‰, n'est en fait pas compensée par une baisse du taux de mortalité, qui parallèlement passe de 12,2 à 10,8 ‰.
Le flux migratoire est positif et croissant sur la période de 1968 à 2021, traduisant un gain d'attractivité de la région. Il baisse de 0,2 à 0,6 %. 
| Indicateurs démographiques                       | 1968 à1975 | 1975 à1982 | 1982 à1990 | 1990 à1999 | 1999 à2010 | 2010 à2015 | 2015 à2021 |
| ------------------------------------------------ | ---------- | ---------- | ---------- | ---------- | ---------- | ---------- | ---------- |
| Variation annuelle moyenne de la population en % | 0,4        | 0,4        | 0,4        | 0,3        | 0,8        | 0,6        | 0,4        |
| - due au solde naturel en %                      | 0,2        | 0,0        | 0,0        | -0,0       | 0,0        | 0,0        | -0,2       |
| - due au solde apparent des entrées sorties en % | 0,2        | 0,4        | 0,4        | 0,4        | 0,8        | 0,6        | 0,6        |
| Taux de natalité en ‰                            | 14,6       | 12,2       | 11,4       | 10,4       | 10,7       | 10,2       | 9,1        |
| Taux de mortalité en ‰                           | 12,2       | 11,8       | 11,3       | 10,9       | 10,4       | 10,2       | 10,8       |
| Source : Insee.                                  |            |            |            |            |            |            |            |

### Mouvements naturels sur la période 2014-2022
En 2014, 58 647 naissances ont été dénombrées contre 59 563 décès. Le nombre annuel des naissances a diminué depuis cette date, passant à 53 613 en 2022, indépendamment à une augmentation, mais relativement faible, du nombre de décès, avec 72 819 en 2022. Le solde naturel est ainsi négatif et diminue, passant de -916 à −19 206.

## Densité de population
En 2021, la densité était de 72,2 hab./km2.
| 1968 |  | 55.7 |  |

| 1975 |  | 57.3 |  |

| 1982 |  | 59.0 |  |

| 1990 |  | 60.9 |  |

| 1999 |  | 62.6 |  |

| 2010 |  | 68.4 |  |

| 2015 |  | 70.3 |  |

| 2021 |  | 72.2 |  |

## Répartition par sexes et tranches d'âge
La population de la région est plus âgée qu'au niveau national.
En 2021, le taux de personnes d'un âge inférieur à 30 ans s'élève à 31,4 %, soit en dessous de la moyenne nationale (35,1 %). À l'inverse, le taux de personnes d'âge supérieur à 60 ans est de 31,3 % la même année, alors qu'il est de 26,6 % au niveau national.
En 2021, la région comptait 2 922 902 hommes pour 3 146 450 femmes, soit un taux de 51,84 % de femmes, légèrement supérieur au taux national (51,61 %).
Les pyramides des âges de la région et de la France s'établissent comme suit.
| Hommes | Classe d’âge | Femmes |
| ------ | ------------ | ------ |
| 1      | 90 ou +      | 2,4    |
| 8,6    | 75-89 ans    | 11,2   |
| 19,1   | 60-74 ans    | 19,9   |
| 20,4   | 45-59 ans    | 19,8   |
| 17,6   | 30-44 ans    | 17     |
| 16,7   | 15-29 ans    | 14,9   |
| 16,6   | 0-14 ans     | 14,7   |

| Hommes | Classe d’âge | Femmes |
| ------ | ------------ | ------ |
| 0,7    | 90 ou +      | 1,9    |
| 7,0    | 75-89 ans    | 9,5    |
| 16,6   | 60-74 ans    | 17,5   |
| 20,0   | 45-59 ans    | 19,5   |
| 18,8   | 30-44 ans    | 18,3   |
| 18,3   | 15-29 ans    | 16,7   |
| 18,6   | 0-14 ans     | 16,7   |

## Répartition par catégories socioprofessionnelles
La catégorie socioprofessionnelle des retraités est surreprésentée par rapport au niveau national. Avec 31,8 % en 2021, elle est 5 points au-dessus du taux national (26,8 %). La catégorie socioprofessionnelle des autres personnes sans activité professionnelle est quant à elle sous-représentée par rapport au niveau national. Avec 14,5 % en 2021, elle est 2,5 points en dessous du taux national (17 %).
| Catégorie socioprofessionnelle                    | 2015      | 2015 | 2021      | 2021 | Détails de l'année 2021 | Détails de l'année 2021 | Détails de l'année 2021            | Détails de l'année 2021            | Détails de l'année 2021            |
| Catégorie socioprofessionnelle                    | Nb        | %    | Nb        | %    | Hommes                  | Femmes                  | Part en % de la population âgée de | Part en % de la population âgée de | Part en % de la population âgée de |
| Catégorie socioprofessionnelle                    | Nb        | %    | Nb        | %    | Hommes                  | Femmes                  | 15 à 24 ans                        | 25 à 54 ans                        | 55 ans ou +                        |
| ------------------------------------------------- | --------- | ---- | --------- | ---- | ----------------------- | ----------------------- | ---------------------------------- | ---------------------------------- | ---------------------------------- |
| Agriculteurs exploitants                          | 69 348    | 1,4  | 61 258    | 1,2  | 45 121                  | 16 136                  | 0,2                                | 1,7                                | 1,0                                |
| Artisans, commerçants, chefs d'entreprise         | 198 125   | 4,0  | 217 879   | 4,2  | 148 595                 | 69 284                  | 0,8                                | 7,2                                | 2,5                                |
| Cadres et professions intellectuelles supérieures | 330 843   | 6,7  | 393 547   | 7,7  | 221 901                 | 171 646                 | 1,8                                | 13,8                               | 3,6                                |
| Professions intermédiaires                        | 642 905   | 13,0 | 693 839   | 13,5 | 313 788                 | 380 051                 | 8,4                                | 24,4                               | 4,8                                |
| Employés                                          | 804 236   | 16,3 | 792 065   | 15,4 | 195 052                 | 597 013                 | 15,7                               | 25,1                               | 6,3                                |
| Ouvriers                                          | 625 338   | 12,7 | 601 793   | 11,7 | 475 329                 | 126 464                 | 13,9                               | 19,1                               | 4,2                                |
| Retraités                                         | 1 569 978 | 31,8 | 1 633 131 | 31,8 | 747 828                 | 885 303                 | 0,0                                | 0,2                                | 70,3                               |
| Autres personnes sans activité professionnelle    | 699 893   | 14,2 | 745 168   | 14,5 | 300 229                 | 444 940                 | 59,2                               | 8,5                                | 7,4                                |
| Ensemble                                          | 4 940 666 | 100  | 5 138 680 | 100  | 2 447 843               | 2 690 837               | 100                                | 100                                | 100                                |
| Sources : Insee,.                                 |           |      |           |      |                         |                         |                                    |                                    |                                    |